# Terza conferenza di Washington
La terza conferenza di Washington (nome in codice Trident) fu una riunione tra il primo ministro della Gran Bretagna e il presidente degli Stati Uniti d'America, rispettivamente Winston Churchill e Franklin Delano Roosevelt e le rispettive delegazioni, svoltasi a Washington tra il 12 e il 25 maggio 1943.
Durante la conferenza vennero confermati i piani di invasione della Sicilia e la successiva strategia alleata, con l'intento di distrarre sul fronte italiano il maggior numero di truppe tedesche in quel momento dislocate nella penisola balcanica e in Unione Sovietica.
Venne inoltre decisa una data di massima per il programmato sbarco in Normandia, il quale venne posposto per il maggio 1944, ossia dodici mesi dopo, tempo necessario per permettere alle industrie alleate di costruire un numero sufficiente di mezzi da sbarco e soprattutto di forniture per le truppe alleate che avrebbero raggiunto l'Europa. 
In ultimo vennero discussi i progressi fatti dai rispettivi paesi nel Pacifico, e soprattutto venne deciso di aumentare gli aiuti alla Cina e di rafforzare le forze alleate impegnate nella campagna della Birmania.